# Бачинський Ілля
Ілля́ Бачи́нський (дати народження і смерті невідомі) — український поет кінця 17 — початку 18 століття.
Докладних відомостей про його життя немає. Автор патріотичного вірша «Піснь світова» («І мні тоскно, жаль не мали») з акростихом «Ілія Бачинський». На певний час вірш став популярною піснею в Російській імперії. З нього видно, що автор жив десь на чужині, не маючи зв'язку з рідними. Твір зустрічається у кількох записах, у тому числі у закарпатських рукописних співаниках 18—19 століть. Належить до елегійних творів про сирітську недолю і тяжке життя на чужині. Містить чимало західноукраїнських діалектизмів, що є підставою вважати, що поет походив із західноукраїнського краю.

## Виноски
1. ↑  Вперше надруковано у виданні: Перетц В. Н. Историко-литературные исследования и материалы, т. I. Из истории русской песни, ч. 2. Спб., 1900, с. 171—172 (рос.) (за текстом рукописного збірника, укладеного до 1729 року); варіанти: Франка І. Карпаторуське письменство XVII—XVIII вв. — ЗНТШ, т. 37—38, 1900, с. 143—144 (за рукописом першої половини XIX століття із Закарпаття); Возняк М. Матеріали до історії української пісні і вірші. Тексти й замітки. Львів, 1913, т. I, с. 235—236 (Українсько-руський архів, т. IX, за рукописом кінця XVIII — початку XIX століття.)[1].